# Komor Začretski
 Komor Začretski falu Horvátországban Krapina-Zagorje megyében. Közigazgatásilag Sveti Križ Začretjéhez tartozik.

## Fekvése
Zágrábtól 33 km-re északra, községközpontjától 4 km-re északkeletre a Horvát Zagorje területén fekszik.

## Története
A település első írásos említése 1276-ból ered, amikor IV. Béla király Tamás zágrábi püspöknek adja a "Kumur" nevű birtokot, a mai Komort. Szent Vid tiszteletére szentelt kápolnáját már 1334-ben említi Ivan goricai főesperes a zágrábi káptalan helyzetéről írott feljegyzésben. 
A településnek 1857-ben 320, 1910-ben 452 lakosa volt. Trianonig Varasd vármegye Krapinai járásához tartozott. A településnek 2001-ben 217 lakosa volt.

## Nevezetességei
Szent Vid tiszteletére szentelt templomát már 1334-ben említik. A mai templom 1630 körül épült, főoltárát 1718-ban emelték. Egyhajós épület, latin kereszthez hasonló alaprajzzal. A kórus alatti területről az egy boltszakaszból álló hajón keresztül lépünk a szűkebb szentélybe, amelyet sugárirányban elhelyezett két kápolna és a szentély mögötti sekrestye vesz körül. A főhomlokzat egyszerű, oromzatos, melyet a szegmentális bejárati portál tagol. A négyzet alaprajzú harangtorony az északi oldalon található. A templomban a 18. századi barokk berendezés található, amelyet a 19. században restauráltak és részben kicseréltek. Az épület teljes felújítása 2000-ben kezdődött.